# Bob Cook
Robert Arthur "Bob Cookie" Cook (Kanada, Ontario, Sudbury, 1946. január 6. – 1978. március 29.) kanadai profi jégkorongozó.

## Karrier
Komolyabb junior karrierjét az OHA-s London Nationalsban kezdte 1965–1966-ban. Még ebben az évben átkerült a Kitchener Rangersbe. Profi karrierjét az akkor még WHL-es Vancouver Canucksban kezdte 1966–1967-ben. A következő szezonban már csak egyetlenegy mérkőzésen lépett jégre a Vancouver Canucks színeiben mert az AHL-es Rochester Americansba került két idényre. 1968–1969-ben a CHL-es Tulsa Oilersbe igazolt majd 1971-ig a Rochester Americansban maradt. 1971-ben két mérkőzésen jégre lépett az NHL-ben a Canucks mezében. 1971–1972-ben játszott a WHL-es Seattle Totemsben, a CHL-es Fort Worth Wingsben és az AHL-es Tidewater Wingsben. A következő szezonban játszott az AHL-es Virginia Wingsben és felkerült az NHL-be a Detroit Red Wings csapatába de 13 mérkőzés után tovább küldték a New York Islandersbe. A következő szezonban még játszott 22 mérkőzést a New York Islandersben majd lekerült az AHL-es Baltimore Clippersbe. Az utolsó bajnoki idényében (1974–1975) játszott két mérkőzést a Minnesota North Starsban majd lekerült az alsóbb ligákba (Fort Worth Texans, New Haven Nighthawks).